# Казахский ковёр
Казахский ковёр — казахская разновидность ковров ручной работы. У казахов существуют традиции как ковроткачества, так и изготовления войлочных ковров.

## Ковроткачество Казахстана
Казахские ковры делятся на два основных типа: безворсовые (тықыр) и ворсовые (түкті).
Безворсовые ковры ткут главным образом на вертикальном станке способом переплетения нитей основы с узорной утковой нитью. В орнаменте ковра преобладают зооморфные узоры, символы бытовых предметов, геометрические фигуры; изредка также встречаются растительные узоры.
Для производства ворсовых ковров обычно используются горизонтальные станки, однако на территории современной Жамбылской области Казахстана получили распространение вертикальные станки. Ворсовые ковры ткут с завязкой нити основы полуторными или двойными узлами, плотно «прибивая» их гребнем и подрезая ножницами верхи узлов. В орнаментации широко применяются растительные мотивы, композиционно выстраиваемые в форме розеток, ромбов, ступенчатых фигур, звёзд. Центральное поле ковра окаймляется несколькими узорными рамками.
Изредка также встречается тип ковра, орнамент которого вышивается на вытканном однотонном полотне.
В XX веке происходит расширение тематики национального ковроткачества. На казахских коврах появляются сюжетные картины, посвящённые как национальной культуре, так и, например, покорению космоса. Кроме того, создаются портретные изображения известных людей.

## Войлочные ковры Казахстана
Существует несколько типов казахских войлочных ковров:
- Текемет — постилочный ковёр с основой из белого войлока, на который накладываются цветные узорные фигуры.
- Сырмак — постилочный ковёр в так называемой технике мозаики. Изготавливается из узорных фигур чёрного и белого цвета. Швы, как правило, обшиваются цветным шнуром.
- Тускииз — настенный ковёр из белого войлока, украшаемого цветной аппликацией. В некоторых случаях для отделки также использовалась вышивка.